# Niergnies
Niergnies ist eine französische Gemeinde mit 511 Einwohnern (Stand 1. Januar 2022) im Département Nord in der Region Hauts-de-France. Sie gehört zum Kanton Le Cateau-Cambrésis im Arrondissement Cambrai.

## Lage
Die Gemeinde Niergnies grenzt im Nordosten an Awoingt, im Südosten an Séranvillers-Forenville, im Südwesten an Crèvecœur-sur-l’Escaut, im Westen an Rumilly-en-Cambrésis und im Nordwesten an Cambrai.
Die ehemalige Route nationale 360 führt über Niergnies. In Niergnies befindet sich der Flugplatz Cambrai-Niergnies.

## Bevölkerungsentwicklung
| Jahr                       | 1962 | 1968 | 1975 | 1982 | 1990 | 1999 | 2011 | 2020 |
| Einwohner                  | 347  | 362  | 434  | 446  | 510  | 500  | 495  | 513  |
| Quellen: Cassini und INSEE |      |      |      |      |      |      |      |      |

## Sehenswürdigkeiten

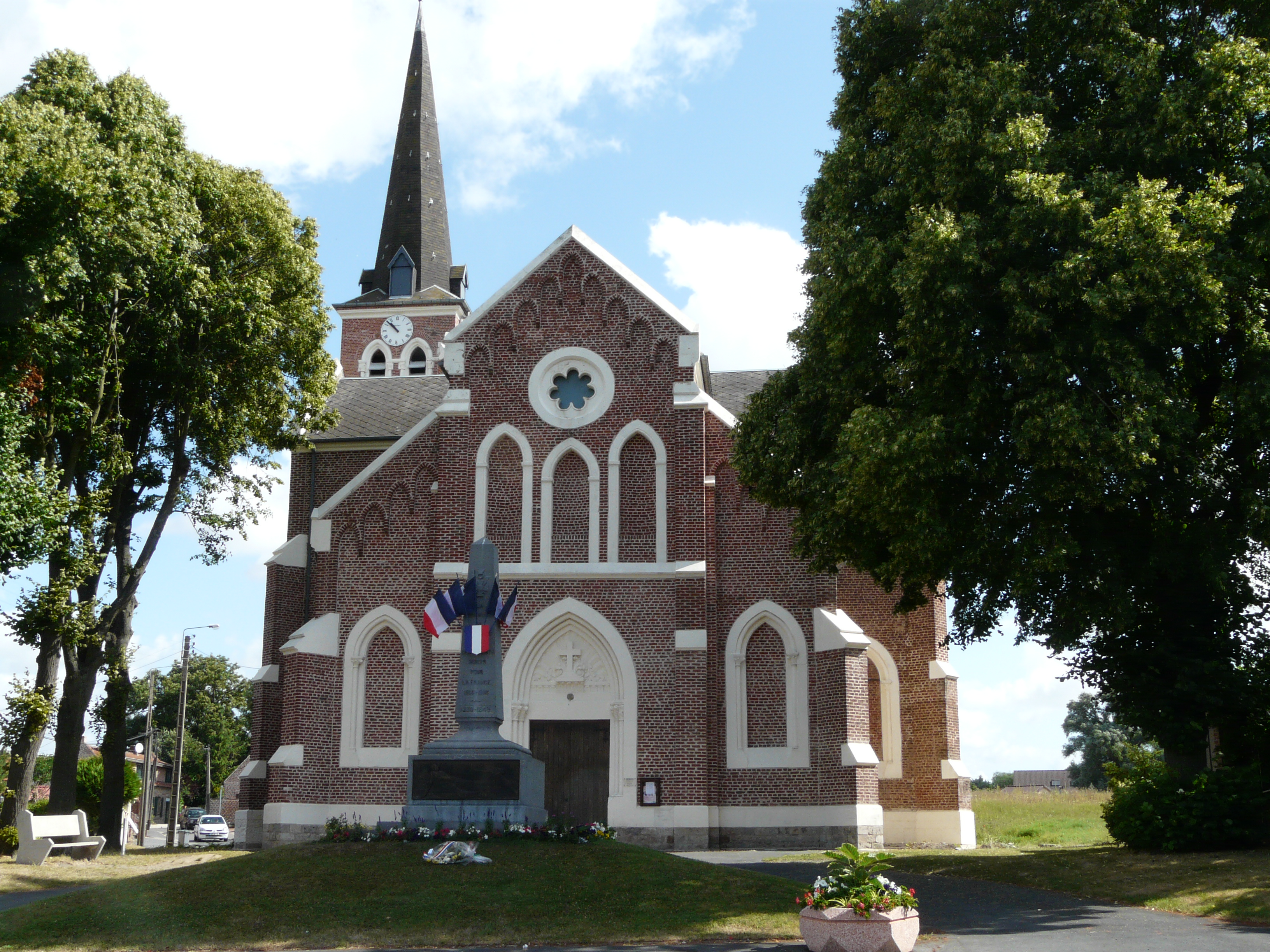
Kirche Saint-Nicolas
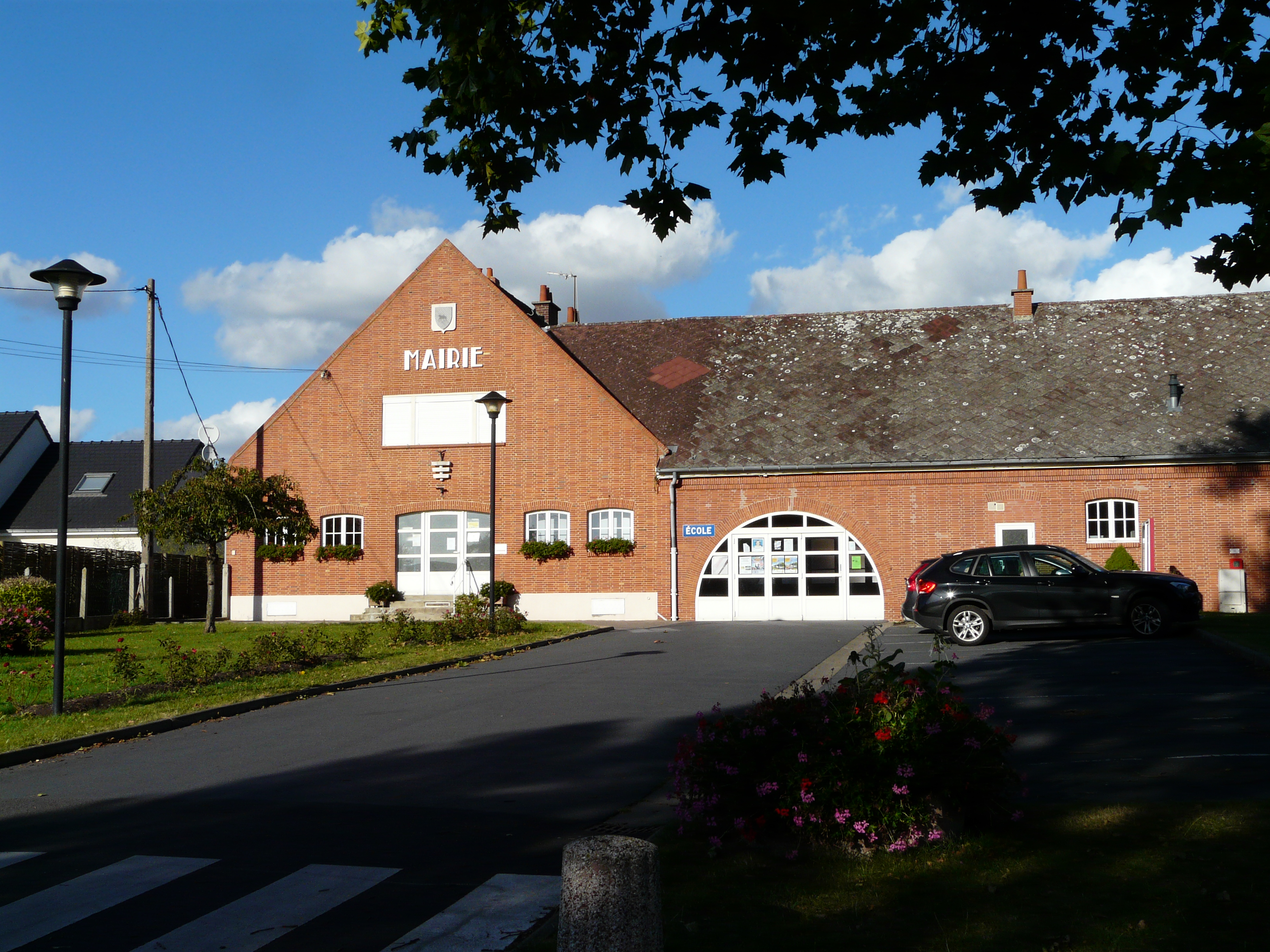
Rathaus (mairie)
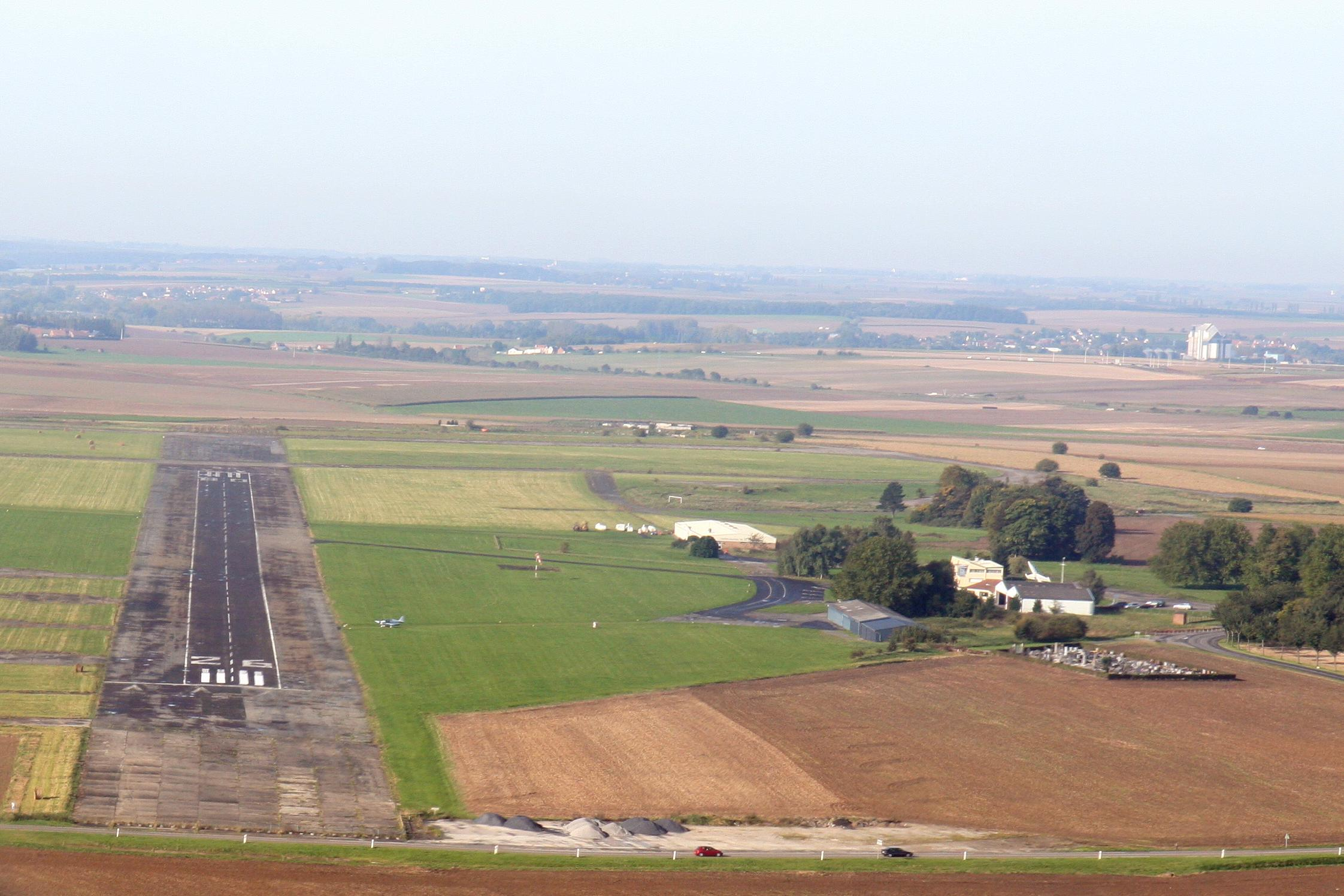
Flugplatz Cambrai-Niergnies

- Soldatenfriedhof

- Kirche Saint-Nicolas
- Rathaus (mairie)
- Flugplatz Cambrai-Niergnies